# Tollhausen
Tollhausen is een dorpje in, en tevens het kleinste stadsdistrict van de Duitse gemeente Elsdorf, deelstaat Noordrijn-Westfalen, en telde per 31 mei 2024 volgens de website van de gemeente Elsdorf 216 inwoners.
Tollhausen ligt ten oosten van het grotere dorp Oberembt, en direct ten zuiden van de Bundesstraße 55.
Op 26 augustus 1878 liep Tollhausen ernstige schade op door een aardbeving. Het epicentrum lag juist onder het dorpje. De magnitude werd geschat op 5,9 op de schaal van Richter. Deze beving is ook in Nederland en België waargenomen.
Zie verder onder Elsdorf (Noordrijn-Westfalen).